# شهرستان بویچینوفتسی
شهرستان بویچینوفتسی (به بلغاری: Boychinovtsi Municipality) یک شهرستان در بلغارستان است که در استان مونتانا واقع شده‌است. شهرستان بویچینوفتسی ۳۰۷٫۳۲ کیلومتر مربع مساحت و ۹٬۱۳۷ نفر جمعیت دارد.